# Molen nummer 4
Molen nummer 4 was een omstreeks 1648 gebouwde, houten achtkantige molen in de gemeente Zuidplas. Later werd de onderbouw voorzien van een stenen onderbouw waarbij de houten achtkant werd ingekort. Het is de bovenste middelmolen van de schepradgang van zeven molens. Het scheprad zat vanaf de voorboezem gezien links.
De molen ligt aan de Rottedijk te Moerkapelle. Vroeger maalde deze molen het water uit de Wilde Veenen in de rivier de Rotte. Na het plaatsen van een gemaal in 1926 werd de molen afgeknot tot de eerste bindlaag. Hierbij werden de kap, de wieken en het pompsysteem verwijderd. Tijdens de Tweede Wereldoorlog werd de molen door de Duitsers als wachtpost gebruikt. Zij hebben toen de tweede verdieping laten bouwen.
Wipmolen: Hertogmolen

Afgeknotte molens: Molen nummer 1 · Molen nummer 2 · Molen nummer 3 · Molen nummer 4 · Molen de Oorsprong · Aalsmeerse molen · Molen de Platluis